# Токтогонов, Султан Аманкулович
Султан Аманкулович Токтогонов (1913, Букара — февраль 2006) — советский и киргизский учёный, доктор исторических наук (1968), профессор (1970). Заслуженный деятель науки Киргизской Республики. Заслуженный учитель Кыргызстана. Министр образования Киргизской ССР с 1951 по 1955 год.

## Биография
Султан Токтогонов родился в 1913 году в селе Букара, ныне — Панфиловский район (Кыргызстан).
Член КПСС с 1939 года. В 1945 году окончил Киргизский педагогический институт, а в 1950 году — Высшую партийную школу при ЦК КПСС.
Работал учителем, директором школы, педучилища, заместителем заведующего отдела ЦК КП Киргизии, заведующим областного отдела народного образования, заместителем министра, министром Народного образования Киргизской ССР (1951—1955), директором Пржевальского педагогического института, заведующим кафедрой истории КПСС, профессором Ошского государственного университета, с 1995 года был профессором технологического университета «Дастан».
Специализировался в сфере истории культуры киргизов и Киргизии.
Награждён орденами Трудового Красного Знамени, Знак Почёта, медалями СССР, Почётной грамотой Верховного совета Киргизии. Был почётным гражданином Бишкека и Оша.
Автор свыше 200 научных работ, в том числе 11 монографий. Подготовил двух докторов и 15 кандидатов наук.
Токтогонов был женат на Саадат Маратовне. Увлекался шахматами, регулярно участвовал в турнирах. Его сын Дамиль стал профессиональным шахматистом.
Умер в феврале 2006 года на 93-м году жизни. Летом того же года его сын организовал международный шахматный турнир в память об отце, в нём приняли участие спортсмены из Кыргызстана, России и Казахстана.

## Труды
- Борьба Компартии Киргизии за становление и развитие социалистической культуры Киргизского народа (1918—1955 гг.). Фрунзе, «Мектеп», 1966.
- Социалистическая культура Советской Киргизии в годы Великой Отечественной войны. Фрунзе, 1971.
- Становление и развитие социалистической культуры Советского Кыргызстана. Фрунзе, 1972.
- Из истории прошлого Кыргызстана. Ош, 1995.